# برگ نقره‌ای
 برگ نقره‌ای(نام علمی: Jacobaea maritima) نام یک گونه از تیره کاسنیان است.